# كاترين هايز
كاترين هايز (بالإنجليزية: Catherine Hayes)‏ هي مغنية ومغنية أوبرا أيرلندية، ولدت في 29 أكتوبر 1818 في ليمريك في جمهورية أيرلندا، وتوفيت في 11 أغسطس 1861 في لندن في المملكة المتحدة.

## وصلات خارجية
- الموقع الرسمي